# 阿里野木瓜
阿里野木瓜（学名：Stauntonia keitaoensis）为木通科野木瓜属下的一个种。

## 扩展阅读
- 維基物種上的相關：阿里野木瓜